# Annona neglecta
Annona neglecta är en kirimojaväxtart som beskrevs av Robert Elias Fries. Annona neglecta ingår i släktet annonor, och familjen kirimojaväxter. Inga underarter finns listade i Catalogue of Life.